# سورس (لریک)
سورس (به لاتین: Sors) یک منطقه مسکونی در جمهوری آذربایجان است که در شهرستان لریک واقع شده است. سورس ۷۳۵ نفر جمعیت دارد.